# Président du Conseil de la nation (Algérie)
Le président du conseil de la nation est à la tête du Conseil de la nation, la chambre haute du Parlement algérien.
Il est le deuxième personnage de l’État, après le président de la République. 
L'actuel président du Conseil de la nation est Azouz Nasri depuis le 19 mai 2025.

## Rôle
Le président du Conseil de la nation est élu par l'ensemble des Sénateurs. 
Il assure l'intérim en cas de vacance de la présidence de la République (mais sans le droit de recourir au référendum, de dissoudre l'Assemblée nationale ou de demander une révision de la Constitution). 

## Présidents du Conseil de la nation
| N° | Portrait | Nom (Naissance-Mort)                 | Mandat          | Mandat          | Mandat                    | Parti politique | Parti politique | Commentaire |
| N° | Portrait | Nom (Naissance-Mort)                 | Début           | Fin             | Durée                     | Parti politique | Parti politique | Commentaire |
| -- | -------- | ------------------------------------ | --------------- | --------------- | ------------------------- | --------------- | --------------- | --- |
| 1' |          | Bachir Boumaza (1927-2009)           | 5 janvier 1998  | 15 janvier 2000 | 2 ans et 10 jours         |                 | FLN             | Fin de mandat. |
| '2 |          | Mohamed Chérif Messaadia (1924-2002) | 16 janvier 2000 | 1er juin 2002   | 2 ans, 4 mois et 16 jours |                 | FLN             | Meurt en fonction |
| 3  |          | Abdelkader Bensalah (1941-2021)      | 2 juillet 2002  | 9 avril 2019    | 16 ans, 9 mois et 7 jours |                 | RND             | Le 9 avril 2019, il quitte la présidence du conseil pour devenir chef d'État par intérim après la démission du président Abdelaziz Bouteflika |
| 4  |          | Salah Goudjil (1931)                 | 9 avril 2019    | 19 mai 2025     | 6 ans, 1 mois et 10 jours |                 | FLN             | Il a été président par intérim du 9 avril 2019 au 24 février 2021, date à laquelle il a été élu président. Fin de mandat.                     |
| 5  |          | Azouz Nasri (1945)                   | 19 mai 2025     | en fonction     | 8 jours                   |                 | Sans            | |